# Petenera

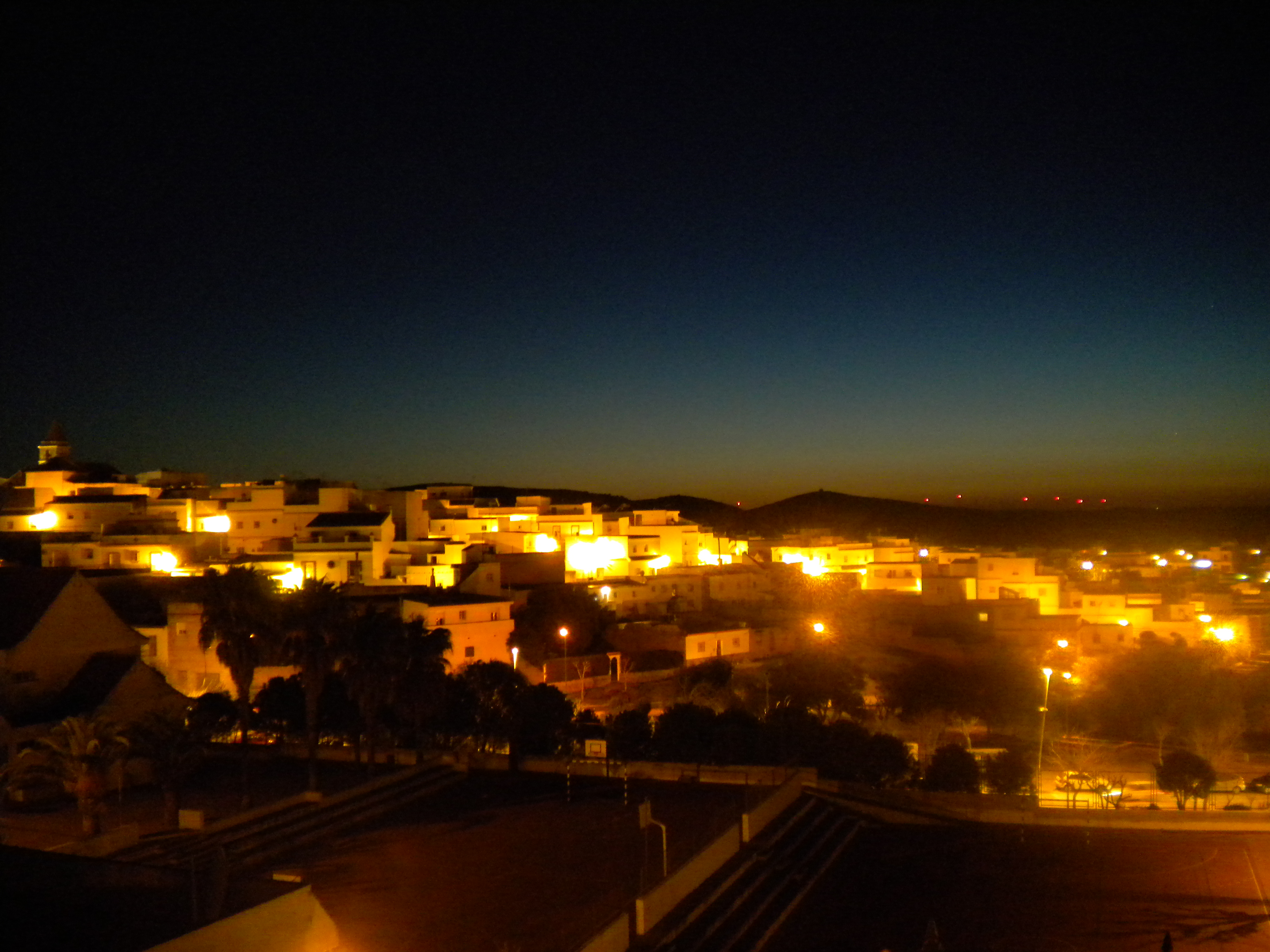
Vista de Paterna de Rivera de noite, o local que possivelmente inspirou o nome das peteneras.

As peteneras são uma forma de flamenco que se baseia numa estrofe de quatro versos octossílabos que se convertem em seis ou mais por repetição de alguns dos versos. Este tipo de música tem letras tristes e melancólicas, e interpreta-se de forma lenta e sentimental, por mais que que existam versões antigas com ritmos mais rápidos e temas menos lúgubres. A métrica corresponde à união dos compassos de 6/8 e 3/4, organizando-se os toques da seguinte maneira 1-2-3 1-2-3 1-2 1-2 1-2.

## História
A petenera existia como forma musical previamente a sua adaptação ao flamenco; para alguns estudiosos, está associada à sarabanda do século XVII. Segundo algumas hipóteses não confirmadas, o nome provém de uma cantora natural de Paterna de Rivera (Cádis) chamada A Petenera, que viveu no final do século XVIII.

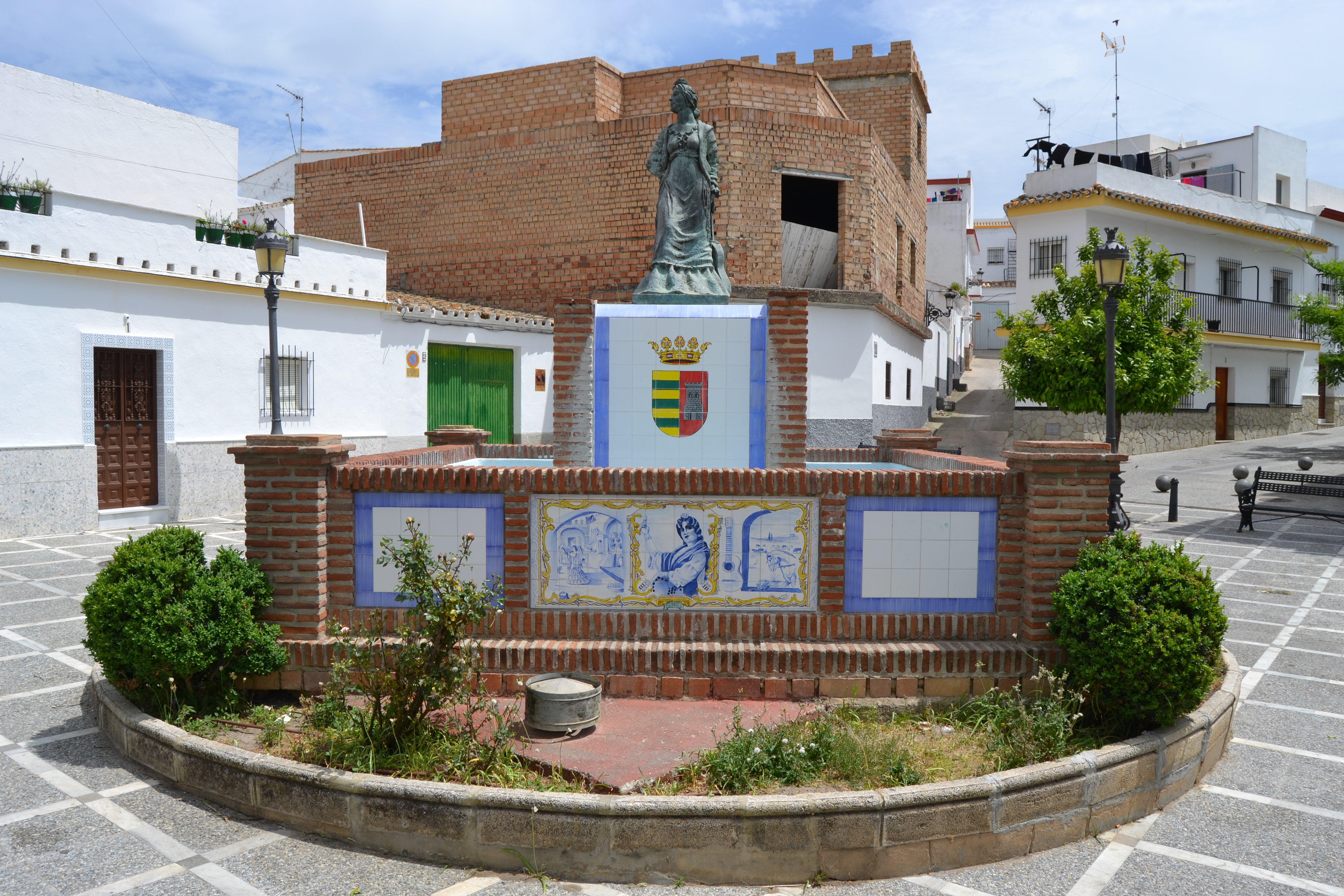
Monumento à Petenera

Existem diferentes versões desse canto: a antiga e a moderna. O tipo chamado petenera grande não se dança, à diferença da curta, que pode ser dançada acompanhada por palmas. O lugar de origem da petenera tem sido motivo de discussões: há quem afirme que sua origem é americana (se chama também petenera um tipo de música e dança jarocho da região de Veracruz, no México); para outros, é espanhol. 
No fim do século XIX, o cantor Medina o Velho (José Rodríguez Concepción) revelou sua versão da petenera. Esta foi adotada por outro grande cantor: Antonio Chacón. Dele passou a Niña de los Peines, que realizou uma versão própria, enriquecida melodicamente, que seria muito repetida depois por outros artistas como Pepe el de la Matrona.
A dança da petenera foi muito popular no fim do século XIX, e ensinava-se nas escolas de dança após as sevilhanas.
Federico García Lorca dedicou-lhe a esse tipo de música seu poema «Gráfico da petenera», que faz parte de Poema del cante jondo (1931), e inclusive as interpretou ao piano. O compositor Pablo Sarasate escreveu uma obra titulada Peteneras para violino e piano.